# Аплок Юрій Юрійович
А́плок Ю́рій Ю́рійович (23 квітня 1891 — 13 квітня 1938) — учасник Першої Світової війни та Громадянської війни в Росії, начальник штабу, начальник особливого загону 3-ї армії Східного фронту.
Закінчив школу прапорщиків у Пскові в 1915 році, брав участь у Першій Світовій війні, разом з полком перейшов на бік радянської влади. З 1918 року начальник штабу 3-ї армії Східного фронту. Очолював особливий загін, який діяв на Воткінському напрямку. В 1919—1924 роках на командних посадах в Червоній Армії та військах органів Державної безпеки. Брав участь у придушенні повстання О. С. Антонова на Тамбовщині. В 1922 році закінчив Військову академію у Москві. В 1924—1930 роках — командир 14-ї дивізії, в 1930-1937 роках служив у Середній Азії, потім був заступником начальника штабу Московського військового округу.
Нагороджений орденом Червоного Прапора та орденом Червоної Зірки.